# Museum Veluwezoom
Das Museum Veluwezoom befindet sich im Schloss Doorwerth auf dem Gebiet der Gemeinde Renkum in der niederländischen Provinz Gelderland. Der Schwerpunkt liegt auf bildender und angewandter Kunst.

## Geschichte
Das Museum wurde als Abteilung der Stiftung für Lokalgeschichte der Gemeinde Renkum 1994 gegründet, zunächst um die Gemälde, die sich im Besitz der Gemeinde befanden, angemessen aufzubewahren und zu registrieren. Einige Werke sind Leihgaben, die sich noch im Privatbesitz befinden. Weitere Dauerleihgaben und Schenkungen sowie der Erwerb der Bol-Sammlung erweiterten den Bestand erheblich.
Das Museum Veluwezoom ist seit 1997 Mitglied bei EuroArt, einer Vereinigung der Europäischen Künstlerkolonien. Der Austausch durch die Vereinigung ermöglicht weitere Ausstellungen.
Da sich die Ausstellungsräume im Schloss Doorwerth befinden, sind sie durch Holzdeckenbalken, grob verputzte Wände und kleine Fenster geprägt.

## Sammlung
Die Sammlung hat ihre Schwerpunkte in der Zeit der Künstlerkolonie Oosterbeek, der Blütezeit der Pictura Veluvensis (von 1902 bis 1935) sowie der Nachkriegszeit. In der Sammlung befinden sich Werke von Anna Adelaïde Abrahams, Albertus Gerardus Bilders, Wilhelmina Drupsteen, Jacob Hendrik Geerlings, Adriana Johanna Haanen, Matthijs Maris, Willem Maris, Tilly Münninghoff-van Vliet, Jan Toorop und weiteren. Auch der Nachlass der Glasmalerin Gunhild Kristensen wird vom Museum verwaltet.